# Маньоки, Адам
Адам Маньоки (венг. Ádám Mányoki; 1673, Соколя в медье Пешт — 6 августа 1757, Дрезден) — венгерский живописец, один из крупнейших представителей барочного портрета в венгерском искусстве.
Адам Маньоки был сыном реформатского пастора. Семья художника была бедной; поэтому, видимо, его передали на попечение немецкого штабного офицера по фамилии Дюльфер, который обещал позаботиться о получении Адамом образования. Затем Адам Маниок учился в Люнебурге и Гамбурге, а позднее — в Ганновере (у художника Андреаса Шайца) и в Париже (у художника Никола де Ларжильера). Некоторое время живописец работал в разных землях Германии, в Голландии, Польше и Венгрии (в частности, при дворе Ференца II Ракоци). В 1724 году он вновь поселился в Венгрии, однако в 1732 году переехал в Германию. Последние годы жизни он провёл в Дрездене, при дворе курфюрста Фридриха Августа II.

Маниок работал почти исключительно в жанре портрета, где он разработал свой собственный, индивидуальный стиль, основанный на французских и немецких образцах. В настоящее время его считают одним из крупнейших художников, работавших в Центральной Европе в 1-й половине XVIII века.